# Камзабекулы, Дихан
Дихан Камзабекулы (каз. Дихан Қамзабекұлы; 19 июня 1966; Жиынбая, Тюлькубасский район, Туркестанской области, Казахская ССР, СССР) — казахский учёный филолог, историк литературы, алашовед, доктор филологических наук (2003), профессор (2004), академик НАН РК. Автор 16 книг о наследии Алаша и 3 документальных фильмов. Генеральный директор республиканской газеты Егемен Қазақстан.

## Биография
Родился 16 июня 1966 года в селе Жиынбай Тюлькубасского района Южно-Казахстанской области. Происходит из рода сикым племени дулат.
В 1983 году поступил в Казахский государственный педагогический институт имени Абая на филологический факультет, который окончил в 1990 году, специальность «Казахский язык и литература».
В 1994 году защитил кандидатскую, тема: «Литературное наследие С. Садуакасулы», в 2003 году докторскую диссертацию, тема: «Историко-литературный процесс: течения и концепции (просветительский период)».

## Трудовая деятельность
С 1990 по 1996 год — научный сотрудник Института литературы и искусства имени Мухтара Ауэзова НАН РК;
С 1996 по 2000 год — заведующий кафедрой казахской литературы, старший научный сотрудник Евразийского университета имени Л. Н. Гумилева (г. Астана);
С 2001 по 2004 год — заведующий кафедрой языков и литературы Казахской национальной академии музыки;
С 2004 по 2005 год — директор Гуманитарного института Евразийского национального университета им. Л. Н. Гумилева;
С 2006 по 2008 год — директор Института культуры и духовного развития «Алаш»;
C 2011 по 2022 год — проректор по стратегическому развитию и послевузовскому образованию Евразийского национального университета им. Л. Н. Гумилева;
С 2022 по 2023 год — генеральный директор республиканской газеты «Егемен Қазақстан»
С 2023 года по н.в. — Генеральный директор ТОО «Қазақ газеттері» (куда входят издания «Егемен Қазақстан», «Казахстанская правда», «Ана тілі», «Ақиқат», «Мысль», «Теңге монитор», «Ұйғыр авази», «Үркер», «Ақжелкен», «Балдырған», «Ұлан», «Дружные ребята»).

## Общественная деятельность
- Член Лингвистической комиссии по установлению свободного владения кандидатом в Президенты РК государственным языком;[4]
- Член комиссии по дальнейшему совершенствованию государственной языковой политики при Премьер-Министре РК,[3]
- Член комиссии по присуждению Государственной премии в области литературы и искусства РК,[5]
- Член Республиканской ономастической комиссии,[6] член Ономастической комиссии города Астаны, член Малой Ассамблеи народа Казахстана по городу Астана;[7]

## Научная деятельность
В сферу научных интересов входят: история национальной литературы и культуры, теория и методология национальной литературы и культуры, джадидизм, движение «Алаш» и культурно-национальное просветительство.
Автор монографии «Смағұл Садуақасұлы», «Руханият», «Алаш және әдебиет», «Пайым», «Алаштың рухани тұғыры», «Түркістан алқасы», «Алаш — темірқазық», «Жұрт», «Ой алаңы» и учебного пособия «Ағартушылық және әдебиет». Составитель, автор комментариев 5-томника Жусупбека Аймауытова, 3-томника Смагула Садвокасова, избранных трудов Кошеке Кеменгерова, 3-томника Кошке Кеменгерова.
Автор сценария документального фильма «Қазақтың Қошкесі»; 
Автор сценариев документальных фильмов об Астане «Бата», «Көздің қарашығындай»;
Автор около 450 журнальных и газетных статей, автор более 150 теле-радиоматериалов.

## Награды
- 1994 — Стипендия Президента РК в области науки и образования;
- 1996 — Премия Союза журналистов РК имени Султанбека Ходжанова;
- 2000 — Государственная молодёжная премия Правительства Республики Казахстан «Дарын» в номинации «Наука»;[9]
- 2005 — Медаль имени «Ыбырай Алтынсарин» от МОН РК — за особые заслуги в области просвещения и педагогической науки.;
- 2005 — Медаль «10 лет Конституции Республики Казахстан»;
- 2005 — Благодарственное письмо Первого Президента РК;
- 2011 — академик Академии имени Чингиза Айтматова (Киргизии);
- 2009 — Указом президента РК награждён орденом «Курмет»;
- 2018 — Указом президента РК награждён орденом «Парасат» — за большой личный вклад в развитие и умножение духовного и интеллектуального потенциала Республики.;
- 2022 (17 марта) — Указом президента РК награждён орденом «Барыс» 3 степени;[10]